# レシェク1世
レシェク1世ビャウィ（ポーランド語: Leszek Biały, 1186年頃 - 1227年11月24日）は、クラクフ公（在位：1194年 - 1198年、1199年 - 1202年、1206年 - 1210年、1211年 - 1227年）、サンドミェシュ公（在位：1202年/1206年 - 1227年）、マゾフシェ公（在位：1194年 - 1200年）、クヤヴィ公（在位：1199年 - 1200年）。父はカジミェシュ2世（正義公）、母はボヘミア王国のズノイモ公コンラート2世の娘ヘレナ。コンラト1世の兄。綺麗な白髪を持っていたことから、白公（the White, 波: Biały）の異称がある。

## 生涯
父が死ぬとサンドミェシュ公国の相続権を得たうえ、1194年から1227年にかけ、3度の廃位期間を除いてポーランド大公の地位にあった。しかし、治世は不安定で、伯父のミェシュコ3世及び従兄のヴワディスワフ3世が大公の座をめぐってレシェク1世と競合していた。従兄のオポーレ公ミェシュコ1世に公位を奪われたりもしている。
1198年から1211年までのレシェク1世の治世に関する史料は、君主の座を巡る争いでレシェク1世が何度、いつの時期に廃位・復位したのかについて主張が分かれている。1210年の廃位はミェシュコ1世が首位の公に擁立された騒動を中心として起きたものである。
1205年、レシェクは弟のマゾフシェ公コンラト1世と共に、マウォポルスカで起きたザヴィホストの戦いにおいて、ルテニアのロマン大公を撃破した。1207年には、ローマ教皇インノケンティウス3世の求めに応じ、ポーランドをローマ教皇の封土であると認めた。この事件は、中世ヨーロッパで長く続いていた教皇と神聖ローマ皇帝の権力争いにおいて、ポーランド国家が教皇派陣営に加わることを意味した。この後、レシェク1世はインノケンティウス3世による教会改革を推進していたグニェズノ大司教ヘンリク・キェトリチュと強固な同盟関係を築いた。

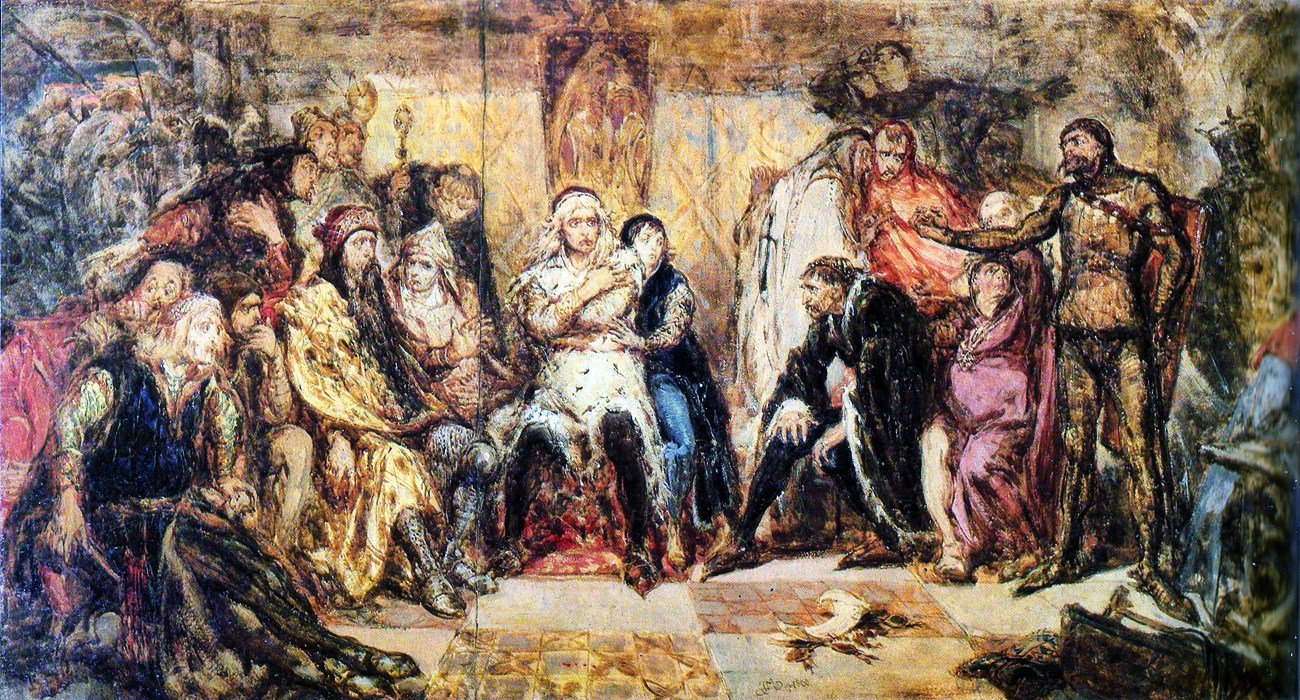
ゴンサヴァでの諸公会議、レシェク1世の他に弟のマゾフシェ公コンラト1世、シロンスク公ヘンリク1世（髭公）、従兄のヴワディスワフ3世（細足公）などが描かれている

レシェク1世は東のハールィチ・ルーシ（ルテニア）を巡ってハンガリーと戦った（ハールィチ・ヴォルィーニ公国統一戦争）が、この地域に影響力を及ぼすことは出来なかった。そこでレシェク1世はハンガリーと共同でこの地域に進出することを決め、ハンガリー王アンドラーシュ2世の息子カールマーンに自分の娘サロメアを嫁がせ、彼をハールィチの君主とした上でハンガリー王の封臣とし、この主従関係を使ってポーランドとハンガリーの両者がこの地域を支配することにした。しかし亡きロマン大公の息子ダヌィーロが1214年にハールィチ（ガリツィア）における勢力を回復し、同地域を支配しようとしたポーランドと、カトリックの勢力を東方に拡大しようとしたローマ教会の狙いは、失敗に終わった。
1227年11月24日、レシェク1世はゴンサヴァで開催された諸公会議に出席した時に暗殺された。暗殺を命じたのは東ポモジェのグダニスク公シフィエントペウク2世だったと思われ、シフィエントペウク2世の義弟でミェシュコ3世の孫であるヴィエルコポルスカ公ヴワディスワフ・オドニツが裏で糸を引いていたとされる。この事件はレシェク1世がシフィエントペウク2世に自らの権威に服するよう求めたことが原因だったと言われている。
有名な逸話に、レシェク1世が教皇に対し、パレスチナには蜂蜜酒もビールも無いのでポーランドの騎士達は十字軍には加われない、と十字軍参加の申し出を断ったというものがある。

## 子女
1207年、ハールィチ・ルーシの周辺部を領するルーツィク公イングヴァルの娘、グジミスワヴァ（1258年没）と結婚した。この結婚はポーランドの東方拡張政策の一環でもあった。夫妻はあいだに1男1女をもうけた。
1. サロメア（1211/1212年 - 1268年） - アンドラーシュ2世の息子カールマーンと結婚、福者
2. ボレスワフ5世（1226年 - 1279年）